# Molyneux Shuldham
Molyneux Shuldham, né en 1717/1718? et mort le 30 septembre 1798, baron Shuldham, est un amiral de la Royal Navy, gouverneur-comodore de Terre-Neuve et membre du Parlement de Grande-Bretagne.
Il a servi dans les Antilles pendant la guerre de Sept Ans puis est commandant en chef des côtes d'Amérique du nord pendant la guerre d'indépendance.